# Aglia oblongomaculata
Aglia oblongomaculata är en fjärilsart som beskrevs av Schultz. 1905. Aglia oblongomaculata ingår i släktet Aglia och familjen påfågelsspinnare. Inga underarter finns listade i Catalogue of Life.